# Rogliano (Górna Korsyka)
Rogliano (kors. Ruglianu) – miejscowość i gmina we Francji, w regionie Korsyka, w departamencie Haute-Corse.
Według danych na rok 2010 gminę zamieszkiwało 559 osób, a gęstość zaludnienia wynosiła 21 osób/km².